# Чемпионат Южной Америки по волейболу среди женщин 2019
33-й чемпионат Южной Америки по волейболу среди женщин проходил с 28 августа по 1 сентября 2019 года в Кахамарке (Перу) с участием 8 национальных сборных команд. Чемпионский титул в 21-й раз в своей истории и в 13-й раз подряд выиграла сборная Бразилии.

## Команды-участницы
Аргентина, Боливия, Бразилия, Венесуэла, Колумбия, Перу, Уругвай, Эквадор.
От участия отказались Парагвай и Чили.

## Система проведения чемпионата
Турнир состоял из предварительного этапа и плей-офф. 8 команд-участниц на предварительном этапе были разбиты на две группы, в которых команды играли в один круг. Первичным критерием при распределении мест в группах служило общее количество побед, затем количество набранных очков, соотношение партий, соотношение игровых очков и, наконец, результаты личных встреч. За победы со счётом 3:0 и 3:1 начислялось по 3 очка, за победу 3:2 — 2, за поражение 2:3 проигравший получал 1 очко и за поражения 1:3 и 0:3 очки не начислялись. По две лучшие команды из групп вышли в полуфинал плей-офф и в стыковых матчах определили двух финалистов, которые разыграли первенство. Проигравшие в полуфиналах разыграли бронзовые награды. Итоговые 5—8-е места по такой же схеме были разыграны командами, занявшими в группах предварительного этапа 3—4-е места.

## Предварительный этап

### Группа А
| М | Команда  | 1   | 2   | 3   | 4   | И | В | П | С/П | О |
| - | -------- | --- | --- | --- | --- | - | - | - | --- | - |
| 1 | Колумбия |     | 3:2 | 3:0 | 3:0 | 3 | 3 | 0 | 9:2 | 8 |
| 2 | Перу     | 2:3 |     | 3:0 | 3:0 | 3 | 2 | 1 | 8:3 | 7 |
| 3 | Боливия  | 0:3 | 0:3 |     | 3:1 | 3 | 1 | 2 | 3:7 | 3 |
| 4 | Уругвай  | 0:3 | 0:3 | 1:3 |     | 3 | 0 | 3 | 1:9 | 0 |

28 августа: Колумбия — Уругвай 3:0 (25:9, 25:8, 25:20); Перу — Боливия 3:0 (25:12, 25:11, 25:11).
29 августа: Колумбия — Боливия 3:0 (25:8, 25:6, 25:16); Перу — Уругвай 3:0 (25:14, 25:11, 25:16).
30 августа: Боливия — Уругвай 3:1 (25:17, 25:15, 12:25, 25:22); Колумбия — Перу 3:2 (25:22, 23:25, 24:26, 25:13, 15:9).

### Группа В
| М | Команда   | 1   | 2   | 3   | 4   | И | В | П | С/П | О |
| - | --------- | --- | --- | --- | --- | - | - | - | --- | - |
| 1 | Бразилия  |     | 3:1 | 3:0 | 3:0 | 3 | 3 | 0 | 9:1 | 9 |
| 2 | Аргентина | 1:3 |     | 3:0 | 3:0 | 3 | 2 | 1 | 7:3 | 6 |
| 3 | Венесуэла | 0:3 | 0:3 |     | 3:2 | 3 | 1 | 2 | 3:8 | 2 |
| 4 | Эквадор   | 0:3 | 0:3 | 2:3 |     | 3 | 0 | 3 | 2:9 | 1 |

28 августа: Аргентина — Венесуэла 3:0 (25:16, 25:13, 25:22); Бразилия — Эквадор 3:0 (25:8, 25:9, 25:10).
29 августа: Аргентина — Эквадор 3:0 (25:16, 25:15, 25:13); Бразилия — Венесуэла 3:0 (25:10, 25:16, 25:11).
30 августа: Венесуэла — Эквадор 3:2 (25:19, 23:25, 25:18, 21:25, 15:5); Бразилия — Аргентина 3:1 (23:25, 25:19, 25:16, 25:11).

## Плей-офф

### Полуфинал за 5—8 места
31 августа
Боливия — Эквадор 3:0 (25:22, 25:22, 25:23).
Венесуэла — Уругвай 3:0 (25:15, 25:9, 25:14).

### Полуфинал за 1—4 места
31 августа
Колумбия — Аргентина 3:0 (25:23, 25:21, 25:19).
Бразилия — Перу 3:0 (25:19, 25:18, 25:16).

### Матч за 7-е место
1 сентября
Эквадор — Уругвай 3:0 (отказ Уругвая).

### Матч за 5-е место
1 сентября
Венесуэла — Боливия 3:0 (25:23, 25:18, 25:22).

### Матч за 3-е место
1 сентября
Перу — Аргентина 3:2 (25:19, 26:24, 17:25, 19:25, 16:14).

### Финал
1 сентября
Бразилия — Колумбия 3:0 (25:22, 26:24, 25:20).

## Итоги

### Положение команд
| Бразилия     |
| Колумбия     |
| Перу         |
| 4. Аргентина |
| 5. Венесуэла |
| 6. Боливия   |
| 7. Эквадор   |
| 8. Уругвай   |

### Призёры
Бразилия: Фабиана Марселино Клаудино (Фабиана), Мара Феррейра Леан (Мара), Макрис Фернанда Силва Карнейро (Макрис), Габриэла Кандидо да Силва, Аманда Жулиана Кампос Франсиско (Аманда), Роберта Силва Ратцке (Роберта), Шейла Таварис ди Кастро Блассиоли (Шейла), Ана Каролина да Силва (Карол), Суэлен Пинто (Суэлен), Лея Энрике да Силва Николози (Лея), Ана Беатрис Корреа да Силва (Биа), Друсила Андресса Феликс Коста (Друсила), Майра Киприано Кларо (Майра), Лоренн Жералдо Тейшейра (Лоренн). Тренер — Жозе Роберто Гимарайнс (Зе Роберто).
  Колумбия: Дарлевис Москера Дуран, Даяна Сеговия Дуран, Ана Олайя Гамбоа, Валерин Карабали де ла Крус, Ивонн Монтаньо, Камила Гомес Эрнандес, Анхье Веласкес, Мария Алехандра Марин Верхельст, Мелисса Ранхель Паэс, Хулиана Торо Вильяда, Мария Маргарита Мартинес Мина, Аманда Конео Кардона, Данна Эскобар. Тренер — Антонио Ризола Нето.
  Перу: Даниэла Урибе Сориано, Марикармен Герреро Баларесо, Ванесса Паласиос Сильва, Алехандра Муньос Лурита, Магилаура Фриас Помиано, Сойла ла Роса Кахо, Клариветт Ильескас Абад, Анхела Лейва Тагле, Кьяра Монтес Гарсиа, Карла Ортис Лойола, Лесли Лейва Тагле, Флавия Монтес Пассалакуа, Диана де ла Пенья Хулька, Эсмеральда Санчес Маседо. Тренер — Франсиско Эрвас.

### Индивидуальные призы
| - MVP Лоренн Тейшейра - Лучшие нападающие-доигровщики Аманда Конео Кардона Карла Ортис Лойола - Лучшие центральные блокирующие Мара Феррейра Леан Ана Беатрис Корреа | - Лучшая связующая Мария Алехандра Марин Верхельст - Лучшая диагональная нападающая Соль Пикколо - Лучшая либеро Хулиана Торо Вильяда |